# Eddie Bonine
Eddie Keith Bonine (né le 6 juin 1981 à Columbus en Géorgie, États-Unis) est un lanceur droitier de baseball qui évolue en Ligue majeure de baseball avec les Tigers de Détroit de 2008 à 2010. 

## Carrière
Eddie Bonine évolue dans l'équipe de baseball de son école secondaire, la Mountain Ridge High School, à Glendale (Arizona). À la sortie de ses études secondaires, en juin 2001, il est repêché par les Diamondbacks de l'Arizona. Il rejette l'offre et rejoint l'Université d'État de Washington où il porte les couleurs des Cougars de Washington State en 2002. Il rejoint l'université du Nevada à Reno en 2003 et endosse l'uniforme du Nevada Wolf Pack.
Repêché en juin 2003 par les Padres de San Diego, Eddie Bonine passe cinq saisons en Ligues mineures avant d'effectuer ses débuts en Ligue majeure le 14 juin 2008 avec les Tigers de Détroit où il est transféré le 8 décembre 2005.
Bonine joue 62 parties avec les Tigers de 2008 à 2010, dix comme lanceur partant et 52 comme releveur. Il totalise 129 manches au monticule, remporte sept victoires contre trois défaites et présente une moyenne de points mérités de 4,74. Le 19 novembre 2010, les Phillies de Philadelphie l'invitent à prendre part à leur camp d'entraînement du printemps suivant. Il joue en ligues mineures dans l'organisation des Phillies, des Diamondbacks de l'Arizona et des Padres de San Diego. En 2013, il n'enregistre que 26 retraits sur des prises en 99 manches et deux tiers lancées, soit seulement 2,3 retraits au bâton en moyenne par 9 manches au monticule.	

## Statistiques
En saison régulière
| Statistiques de lanceur |         |    |    |    |     |    |   |   |      |    |      |
| Saison                  | Équipe  | G  | GS | CG | SHO | SV | V | D | IP   | SO | ERA  |
| 2008                    | Détroit | 5  | 5  | 0  | 0   | 0  | 2 | 1 | 26.2 | 9  | 5,40 |
| 2009                    | Détroit | 10 | 4  | 0  | 0   | 0  | 1 | 1 | 34.1 | 19 | 4,46 |
| Totaux                  | Totaux  | 15 | 9  | 0  | 0   | 0  | 3 | 2 | 61.0 | 28 | 4,87 |

Note: G = Matches joués ; GS = Matches comme lanceur partant ; CG = Matches complets ; SHO = Blanchissages ; 
V = Victoires ; D = Défaites ; SV = Sauvetages ; IP = Manches lancées ; SO = retraits sur des prises ; ERA = Moyenne de points mérités.